# Moldován Stefánia
Moldován Stefánia (Sajóudvarhely, 1929. augusztus 24. – Budapest, 2012. április 12.) Liszt Ferenc-díjas örmény származású magyar opera-énekesnő (drámai szoprán), a Halhatatlanok Társulatának örökös tagja. Testvére Moldován Domokos.

## Életpályája
1948–1953 között a Zeneművészeti Főiskola tanulója volt dr. Sipos Jenő tanítványaként.
Pályáját az Operaház énekkarában kezdte. 1954-ben Mimi (Puccini: Bohémélet) szerepében debütált a Szegedi Nemzeti Színházban, ahol 1954–1961 között tagja volt. 1961–2012 között az Operaház magánénekese volt.
Mind hangjának kiegyenlített, telt hangzásával, mind alakításainak drámaiságával és szenvedélyes lendületével a társaság vezető szopránjai közé tartozott. Elsősorban Verdi-hősnők megformálásával ért el kiemelkedő sikereket, de repertoárján szerepeltek a Mozart- és Puccini-operák vezető szoprán szerepei is. Rendszeresen fellépett a nemzetközi hangverseny- és operaszínpadokon. Leonórát énekelte Beethoven Fideliójában és az opera Leonora című ősváltozatában. Számos lemezfelvétel közreműködője.
Moldován Domokos testvére.

## Színházi szerepei
A Színházi Adattárban regisztrált bemutatóinak száma: 48.
| - Puccini: Bohémélet....Mimi - Csajkovszkij: Anyegin....Tatjana - Verdi: A trubadúr....Leonora - Mascagni: Parasztbecsület....Santuzza - Kodály Zoltán: Székelyfonó....A leány - Huszka Jenő: Szép Juhászné....Castilla - Offenbach: Hoffmann meséi....Giulietta - Verdi: Az álarcosbál....Amélia - Mozart: Don Juan....Donna Elvira - Liszt-Boduvai-Benkóczy-Gershwin: A nagy nő....Dalokat énekel - Puccini: Mannon Lescaut....Manon Lescaut - Weber: A bűvös vadász....Agáta - Verdi: Aida....Aida - Puccini: A köpeny....Georgette; 'Szarka' néni - Wagner: A bolygó hollandi....Senta - Verdi: Otello....Desdemona - Muszorgszkij: Borisz Godunov....Xénia - Szokolay Sándor: Vérnász....Leonardo felesége - Beethoven: Fidelio....Leonora - Erkel Ferenc: Bánk bán....Melinda | - Puccini: A Nyugat lánya....Minnie - Wolf-Ferrari: A négy házsártos....Felice - Strauss: A denevér....Rozalinda - Verdi: Don Carlos....Erzsébet királyné - Strauss: Ariadne Naxos szigetén....Primadonna - Kodály Zoltán: Háry János....Örzse; A császárné - Giordano: André Chénier....Coigny grófné - Wagner: Az istenek alkonya....Harmadik norna - Puccini: Angelica nővér....A szigorú nővér - Puccini: Gianni Schicchi....Nella - Offenbach: Kékszakáll....Clémentine királyné - Örkény István: Macskajáték....Cs. Bruckner Adelaida - Coward: Forgószínpad....Topsy Baskerville - Ionesco: Rinocéroszok....Boenf asszony - Faragó Béla: East Side Story.... |

## Filmjei

### Játékfilmek
- Szívzűr (1982)
- Pá drágám (1994)
- A halál kilovagolt Perzsiából (2005)

### Tévéfilmek
- Denevér (1965)
- Ki vágta fejbe Hudák elvtársat? (1973)
- Vérnász (1974)
- Gianni Schicchi (1975)

## Díjai
- Liszt Ferenc-díj (1959)
- Érdemes művész (1978)
- SZOT-díj (1978)

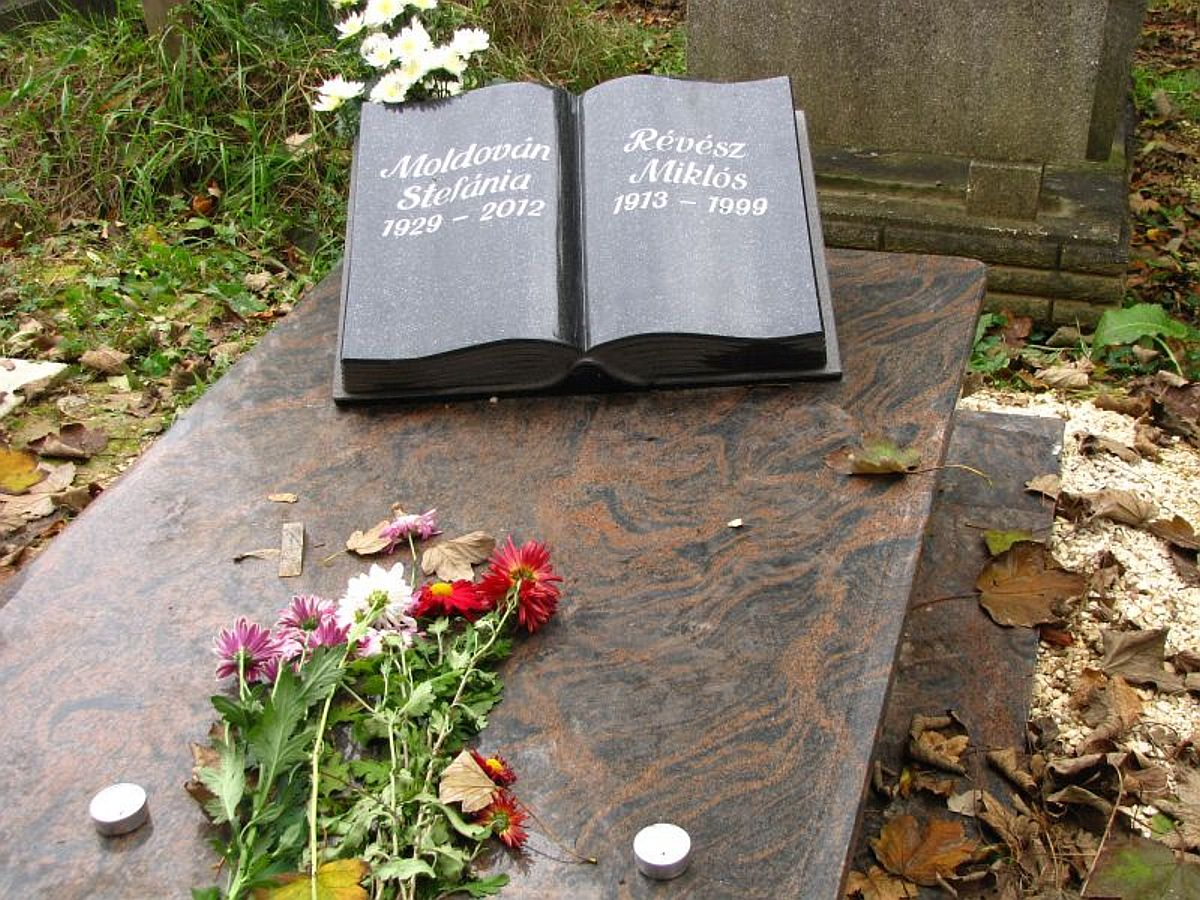
Sírja a Farkasréti temetőben (25.)

- Budapest XIII. kerület díszpolgára (1998)[5]
- Örökös tag a Halhatatlanok Társulatában (2005)
- Kisebbségekért-díj (2006)